# Trivento
Trivento är en ort och kommun i provinsen Campobasso i regionen Molise i Italien. Kommunen hade 4 643 invånare (2018).